# David Benedictus
David Henry Benedictus (Londra, 16 settembre 1938 – 10 ottobre 2023) è stato uno scrittore e produttore televisivo britannico.

## Biografia
Nato a Londra il 16 settembre 1938, compì gli studi all'Eton College e conseguì un B.A. e un M.A all'Università di Oxford.
Esordì nella narrativa nel 1962 con il romanzo The Fourth of June trasposto in opera teatrale al quale fece seguito l'anno successivo You're a Big Boy Now, soggetto per la pellicola Buttati Bernardo! del 1966 .
Autore di una ventina di opere tra saggistica, romanzi, libri per ragazzi e un'autobiografia, lavorò per molti anni alla BBC come redattore e  alla BBC Radio 2 come produttore.
Nel 2009 pubblicò Ritorno al bosco dei cento acri, seguito ufficiale di La strada di Puh.
Si è spento a 85 anni il 10 ottobre 2023.

## Opere
- The Fourth of June (1962)
- You're a Big Boy Now (1963)
- This Animal is Mischievous (1965)
- Hump; or Bone By Bone Alive (1967)
- The Guru and the Golf Club (1969)
- World of Windows (1971)
- Junk!: How and Where to Buy Beautiful Things for Next to Nothing (1976)
- The Rabbi's Wife (1977)
- A Twentieth Century Man (1978)
- Lloyd George: A Nove (1981)
- The Antique Collector's Guide (1981)
- Whose Life is it Anyway? (1982)
- Local Hero (1983)
- Essential Guide to London (1984)
- Floating Down to Camelot (1985)
- Little Sir Nicholas con C. A. Jones (1990)
- Odyssey of a Scientist con Hans Kalmus (1991)
- Sunny Intervals and Showers: A Very British Passion (1992)
- The Stamp Collector (1994)
- What to Do When the Money Runs Out con Rupert Belsey (2001)
- Dropping Names (2005)
- Ritorno al bosco dei cento acri (Return to the Hundred Acre Wood), Milano, Nord-Sud 2009 ISBN 978-88-8203-941-7.

## Adattamenti cinematografici
- Buttati Bernardo! (You're a Big Boy Now), regia di Francis Ford Coppola (1966)